# Gernot Rohr
Gernot Rohr (Mannheim, 28 giugno 1953) è un allenatore di calcio, dirigente sportivo ed ex calciatore tedesco, di ruolo difensore, commissario tecnico della nazionale beninese.

## Carriera

### Allenatore
Nel 1996, ha portato il Bordeaux alla finale di Coppa UEFA, dove ha perso contro il Bayern Monaco, 0-2 in trasferta e 1-3 in casa. Ai quarti di finale, il Bordeaux è costretto a battere il Milan. Dopo aver perso la prima gara per 2-0, i francesi riescono a ribaltare il precedente risultato grazie al risultato di 3-0. In questa gara, Zidane è uno dei protagonisti, essendo l'autore dei due assist per la doppietta di Christophe Dugarry. La squadra riesce ad arrivare in finale, ma perde contro il Bayern Monaco, 0-2 in trasferta e 1-3 in casa.
Dall'ottobre 1998 all'aprile 1999 è stato direttore sportivo dell'E. Francoforte. Rohr è stato licenziato dall'Étoile du Sahel dopo un terzo posto in campionato, fuori dai posti CAF Champions League del 2010, il 15 maggio 2009. Il 9 giugno 2009 è stato nominato nuovo allenatore del Nantes, in Ligue 2, il cui contratto è in corso fino al 30 giugno 2011. Il 3 dicembre 2009 è stato licenziato dall'FC Nantes e sostituito da Jean-Marc Furlan. Il 21 febbraio 2010, Rohr ha sostituito l'allenatore francese Giresse alla guida della nazionale di calcio del Gabon. È diventato allenatore della squadra nazionale di calcio del Niger nel settembre 2012. Si è dimesso nell'ottobre 2014.
Il 22 dicembre 2015, è stato esonerato dal ruolo di allenatore della nazionale di calcio del Burkina Faso.
Nell'agosto 2016 è stato nominato allenatore delle Super Aquile della Nigeria da Amaju Pinnick, il capo della Federazione Calcio della Nigeria.
Il 7 ottobre 2017, la Nigeria è diventata la prima squadra africana a qualificarsi per il Mondiale 2018 dopo una vittoria per 1-0 contro lo Zambia.

## Statistiche

### Statistiche da allenatore

#### Club
Statistiche aggiornate al 13 marzo 2025. In grassetto le competizioni vinte.
| Stagione                 | Squadra                  | Campionato               | Campionato | Campionato | Campionato | Campionato | Coppe nazionali | Coppe nazionali | Coppe nazionali | Coppe nazionali | Coppe nazionali | Coppe continentali | Coppe continentali | Coppe continentali | Coppe continentali | Coppe continentali | Altre coppe | Altre coppe | Altre coppe | Altre coppe | Altre coppe | Totale | Totale | Totale | Totale | Vittorie % | Piazzamento |
| Stagione                 | Squadra                  | Comp                     | G          | V          | N          | P          | Comp            | G               | V               | N               | P               | Comp               | G                  | V                  | N                  | P                  | Comp        | G           | V           | N           | P           | G      | V      | N      | P      | %          | Piazzamento |
| ------------------------ | ------------------------ | ------------------------ | ---------- | ---------- | ---------- | ---------- | --------------- | --------------- | --------------- | --------------- | --------------- | ------------------ | ------------------ | ------------------ | ------------------ | ------------------ | ----------- | ----------- | ----------- | ----------- | ----------- | ------ | ------ | ------ | ------ | ---------- | ----------- |
| lug.-set. 1990           | Bordeaux                 | D1                       | 3          | 1          | 1          | 1          | CF              | -               | -               | -               | -               | -                  | -                  | -                  | -                  | -                  | -           | -           | -           | -           | -           | 3      | 1      | 1      | 1      | 33,33      | Interim     |
| 1991-1992                | Bordeaux                 | D2                       | 34+2       | 22+2       | 8+0        | 4+0        | CF              | 3               | 1               | 1               | 1               | -                  | -                  | -                  | -                  | -                  | -           | -           | -           | -           | -           | 39     | 25     | 9      | 5      | 64,10      | 1º (prom.)  |
| feb.-mag. 1996           | Bordeaux                 | D1                       | 13         | 3          | 5          | 5          | CF+CdL          | -               | -               | -               | -               | CU                 | 6                  | 3                  | 0                  | 3                  | -           | -           | -           | -           | -           | 19     | 6      | 5      | 8      | 31,58      | Sub. 16º    |
| Totale Bordeaux          | Totale Bordeaux          | Totale Bordeaux          | 52         | 28         | 14         | 10         |                 | 3               | 1               | 1               | 1               |                    | 6                  | 3                  | 0                  | 3                  |             | -           | -           | -           | -           | 61     | 32     | 15     | 14     | 52,46      |             |
| ott. 1999-2000           | Créteil-Lusitanos        | D2                       | 25         | 8          | 7          | 10         | CF+CdL          | 3+2             | 1+0             | 1+1             | 1+1             | -                  | -                  | -                  | -                  | -                  | -           | -           | -           | -           | -           | 30     | 9      | 9      | 12     | 30,00      | Sub. 17º    |
| lug.-set. 2000           | Créteil-Lusitanos        | D2                       | 7          | 3          | 1          | 3          | CF+CdL          | -               | -               | -               | -               | -                  | -                  | -                  | -                  | -                  | -           | -           | -           | -           | -           | 7      | 3      | 1      | 3      | 42,86      | Eson.       |
| Totale Créteil-Lusitanos | Totale Créteil-Lusitanos | Totale Créteil-Lusitanos | 32         | 11         | 8          | 13         |                 | 5               | 1               | 2               | 2               |                    | -                  | -                  | -                  | -                  |             | -           | -           | -           | -           | 37     | 12     | 10     | 15     | 32,43      |             |
| 2002-2003                | Nizza                    | L1                       | 38         | 13         | 16         | 9          | CF+CdL          | 1+1             | 0+0             | 1+0             | 0+1             | -                  | -                  | -                  | -                  | -                  | -           | -           | -           | -           | -           | 40     | 13     | 17     | 10     | 32,50      | 10°         |
| 2003-2004                | Nizza                    | L1                       | 38         | 11         | 17         | 10         | CF+CdL          | 2+3             | 1+1             | 1+1             | 0+1             | Int.               | 4                  | 1                  | 1                  | 2                  | -           | -           | -           | -           | -           | 47     | 14     | 20     | 13     | 29,79      | 11°         |
| 2004-apr. 2005           | Nizza                    | L1                       | 34         | 8          | 14         | 12         | CF+CdL          | 3+1             | 2+0             | 0+1             | 1+0             | Int.               | 2                  | 0                  | 1                  | 1                  | -           | -           | -           | -           | -           | 40     | 10     | 16     | 14     | 25,00      | Eson.       |
| Totale Nizza             | Totale Nizza             | Totale Nizza             | 110        | 32         | 47         | 31         |                 | 11              | 4               | 4               | 3               |                    | 6                  | 1                  | 2                  | 3                  |             | -           | -           | -           | -           | 127    | 37     | 53     | 37     | 29,13      |             |
| ott. 2005-2006           | Young Boys               | SL                       | 24         | 12         | 7          | 5          | CS              | 5               | 4               | 1               | 0               | -                  | -                  | -                  | -                  | -                  | -           | -           | -           | -           | -           | 29     | 16     | 8      | 5      | 55,17      | Sub. 3°     |
| lug.-set. 2006           | Young Boys               | SL                       | 8          | 3          | 2          | 3          | CS              | 1               | 1               | 0               | 0               | CU                 | 4                  | 2                  | 2                  | 0                  | -           | -           | -           | -           | -           | 14     | 6      | 4      | 3      | 42,86      | Eson.       |
| Totale Young Boys        | Totale Young Boys        | Totale Young Boys        | 32         | 15         | 9          | 8          |                 | 6               | 5               | 1               | 0               |                    | 4                  | 2                  | 2                  | 0                  |             | -           | -           | -           | -           | 42     | 22     | 12     | 8      | 52,38      |             |
| 2007-2008                | Ajaccio                  | L2                       | 38         | 14         | 12         | 12         | CF+CdL          | 2+1             | 1+0             | 1+0             | 0+1             | -                  | -                  | -                  | -                  | -                  | -           | -           | -           | -           | -           | 41     | 15     | 13     | 13     | 36,59      | 9°          |
| ago. 2008                | Ajaccio                  | L2                       | 5          | 2          | 2          | 1          | CF+CdL          | -               | -               | -               | -               | -                  | -                  | -                  | -                  | -                  | -           | -           | -           | -           | -           | 5      | 2      | 2      | 1      | 40,00      | Dimis.      |
| Totale Ajaccio           | Totale Ajaccio           | Totale Ajaccio           | 43         | 16         | 14         | 13         |                 | 3               | 1               | 1               | 1               |                    | -                  | -                  | -                  | -                  |             | -           | -           | -           | -           | 46     | 17     | 15     | 14     | 36,96      |             |
| nov. 2008-2009           | Étoile du Sahel          | CLP-1                    | 16         | 9          | 4          | 3          | CT              | 3               | 2               | 0               | 1               | CCL                | 4                  | 2                  | 2                  | 0                  | -           | -           | -           | -           | -           | 23     | 13     | 6      | 4      | 56,52      | Sub. 3°     |
| ago.-déc. 2009           | Nantes                   | L1                       | 16         | 6          | 6          | 4          | CF+CdL          | 1+1             | 0+0             | 0+0             | 1+1             | -                  | -                  | -                  | -                  | -                  | -           | -           | -           | -           | -           | 18     | 6      | 6      | 6      | 33,33      | Eson.       |
| Totale carriera          | Totale carriera          | Totale carriera          | 301        | 117        | 102        | 82         |                 | 33              | 14              | 9               | 10              |                    | 20                 | 8                  | 6                  | 6                  |             | -           | -           | -           | -           | 354    | 139    | 117    | 98     | 39,27      |             |

## Palmarès

### Giocatore

#### Competizioni nazionali
- Campionato tedesco: 2

Bayern Monaco: 1972-1973, 1973-1974
- Campionato francese: 3

Bordeaux: 1983-1984, 1984-1985, 1986-87
- Coppa di Francia: 2

Bordeaux: 1985-1986, 1986-1987

#### Competizioni internazionali
- Coppa dei Campioni: 1

Bayern Monaco: 1973-1974
- Coppa delle Alpi: 1

Bordeaux: 1980

### Allenatore

#### Competizioni nazionali
- Ligue 2: 1

Bordeaux: 1991-1992

#### Competizioni internazionali
Coppa UEFA 1 Bayern Monaco: 1995-96
- Supercoppa CAF: 1

Etoile du Sahel: 2008